# 八千代市立村上東中学校
八千代市立村上東中学校（やちよしりつ むらかみひがしちゅうがっこう）は、千葉県八千代市村上にある公立中学校。略称は「村東」（むらひが）。
尚2024年度から3学期制から2期制となった。

## 学校教育目標
- 気力たくましく人間性豊かな生徒の育成

## 校訓・校章の由来
校訓
- 自学 - 自ら進んで学習し、確かな学力・学習力を身につける生徒を目指そう
- 友愛 - 情操豊かで思いやりの気持ちがあり、あいさつの良くできる生徒を目指そう
- 実践 - 健康と安全に心を配り、清掃等主体的・積極的に行動できる生徒を目指そう

校章の由来
- かつて、このあたりの山に多かった「山ゆり」を形どったもので、東中における、心の清らかな生徒の育成を願って作られた。

## 沿革
- 1976年度（昭和51年度） - 村上団地の入居にともない、勝田台中学校・阿蘇中学校の学区の一部を改変して創設
- 1977年度（昭和52年度） - 生徒会設立総会
- 1985年度（昭和60年度） - 創立10周年式典
- 1990年度（平成2年度） - 化学工夫論文作品展県知事賞受賞
- 1994年度（平成6年度） - 県学校健康教育優良学校の表彰を受ける。
- 2005年度（平成17年度） - 創立30周年
- 2006年度（平成18年度） - 秋 創立30周年式典

## 歴代校長
- 初代：戸田展弘 1976年（昭和51年） - 1980年（昭和55年）
- 2代：張能正       1981年（昭和56年） - 1983年（昭和58年）
- 3代：湯浅祐司   1984年（昭和59年） - 1985年（昭和60年）
- 4代：松井秀雄   1986年（昭和61年） - 1987年（昭和62年）
- 5代：藤井秀一   1988年（昭和63年）
- 6代：岩崎弘       1989年（平成元年） - 1990年（平成2年）
- 7代：能勢昌一   1991年（平成3年） - 1992年（平成4年）
- 8代：半澤洋次   1993年（平成5年） - 1995年（平成7年）
- 9代：中村薫       1996年（平成8年） - 1997年（平成9年）
- 10代：小林政明 1998年（平成10年） - 2001年（平成13年）
- 11代：池田博人 2002年（平成14年） - 2004年（平成16年）
- 12代：蜂谷美子 2005年（平成17年） - 2007年（平成19年）
- 13代：岡部永　 2008年（平成20年） - 2010年（平成22年）
- 14代：高田義之 2011年（平成23年） - 2013年（平成25年）
- 15代：伊東稔雄 2014年（平成26年） - 2016年（平成28年）
- 16代：小笠原耕二 2017年（平成29年）‐2018年（平成30年）
- 17代：岡聖一　2019年（平成31年）‐

## 校歌
- 作詞: 戸田展弘・江口一雄
- 作曲: 黛敏郎

## 部活動の主な実績

### 野球部
| 大会名                   | 成績 |                    |      |                  |      |
| 千葉県新人戦八千代市予選 | 優勝 | 千葉県大会(新人戦) | 優勝 | 関東大会(新人戦) | 優勝 |

### ソフトボール部
| 大会名                                         | 成績   |
| 習志野・八千代合同大会                         | 3位    |
| 千葉県新人戦八千代市予選                       | 3位    |
| 平成17年度会長杯                               | 準優勝 |
| 平成17年度千葉県中学校総合体育大会八千代市予選 | 準優勝 |
| 平成17年度秋季市民大会                         | 3位    |
| 平成18年度春季市民大会                         | 3位    |

### 陸上部
| 大会名                                         | 種目 | 成績                                                            |
| 平成16年度千葉県新人戦八千代市予選             | - 共通男子110mH - 共通男子走り幅跳び - 共通男子砲丸投げ - 1年男子1500m                                                                            | - 各種目1位 - 男子総合3位                                       |
| 平成16年度秋季市民陸上競技大会                 | - 共通男子110mH - 共通男子砲丸投げ - 共通男子100mH - 1年男子1500m                                                                                 | - 各種目2位                                                     |
| 平成17年度春季市民陸上競技大会                 | - 共通男子110mH - 共通男子800m - 共通男子1500m - 共通男子走り幅跳び - 共通男子砲丸投げ - 3年女子100m - 2年女子100m - 共通女子200m - 共通女子100mH | - 3位・4位 - 2位・6位 - 5位 - 6位 - 3位 - 1位 - 1位 - 2位 - 2位 |
| 平成17年度千葉県中学校総合体育大会八千代市予選 | - 共通男子400m - 共通男子110mH - 共通男子砲丸投げ - 共通女子100mH                                                                                 | - 2位 - 2位 - 2位 - 3位                                         |
| 平成17年度千葉県新人戦八千代市予選 男子の部    | - 共通110mH - 共通走り幅跳び - 共通砲丸投げ - 1年1500m                                                                                            | - 1位 - 1位 - 1位 - 2位 - 総合3位                               |
| 平成18年度春季市民大会                         | - 共通男子110mH - 共通男子800m - 共通男子砲丸投げ - 2年女子100m - 3年女子100m - 共通女子200m - 共通女子110mH                                      | - 3位 - 2位 - 3位 - 1位 - 3位 - 2位 - 2位                       |

### 男子テニス部
| 大会名                                            | 成績                 |
| 昭和63年度硬式テニス全国中学生大会                | 個人 準優勝          |
| 昭和63年度全日本選手権                            | ダブルス 優勝        |
| 昭和64年度硬式テニス全日本選手権                  | ダブルス 優勝        |
| 平成16年度千葉県新人戦八千代市予選                | 3位                  |
| 平成17年度春季市民大会                            | 3位                  |
| 平成17年度1年生大会                               | 個人 優勝 県大会出場 |
| 平成17年度千葉県中学校総合体育大会八千代市予選    | 3位                  |
| 令和3年度千葉県中学校総合体育大会八千代市予選団体 | 準優勝               |
| 令和4年度春季市民大会                             | 個人 優勝            |

### 女子テニス部
| 大会名                                 | 成績                 |
| 平成17年度1年生大会                    | 個人 3位             |
| 平成18年度千葉県選手権大会八千代市予選 | 個人 優勝 県大会出場 |
| 平成28年1年生大会                      | 個人 優勝 ３位       |

### 男子バスケットボール部
| 大会名                                                       | 成績              |
| 昭和59年千葉県中学校総合体育大会                             | 優勝 関東大会出場 |
| 平成16年度千葉県中学校総合体育大会八千代市予選兼夏季市民大会 | 3位               |
| 平成16年度千葉県新人戦八千代市予選兼秋季市民大会             | 3位               |
| 平成17年度春季市民大会                                       | 3位               |
| 平成17年度習志野・八千代如月大会                             | 3位               |

### 女子バスケットボール部
| 大会名                                   | 成績   |
| 平成17年度八千代市バスケットボール協会杯 | 準優勝 |

### 男子バレーボール部
| 大会名                   | 成績 |
| 千葉県新人戦八千代市予選 | 3位  |
| 春季市民大会             | 3位  |

### 女子バレーボール部
| 大会名                                         | 成績           |
| 平成17年度千葉県新人戦                         | 準優勝         |
| 平成17年度千葉県中学校総合体育大会八千代市予選 | 優秀選手賞 1人 |
| 平成18年度千葉県選手権大会八千代予選           | 3位            |
| 平成29年度千葉県中学校総合体育大会八千代市予選 | 準優勝         |

### 男子卓球部
| 大会名                                         | 成績                              |
| 平成17年度千葉県中学校総合体育大会八千代市予選 | - 団体 3位 - ダブルス 準優勝・3位 |
| 平成17年度千葉県新人戦                         | シングルス 準優勝                 |
| 平成17年度秋季市民大会                         | シングルス 準優勝・3位            |
| 平成18年度春季市民大会                         | 準優勝                            |

### 女子卓球部
| 大会名                                         | 成績                              |
| 平成17年度千葉県中学校総合体育大会八千代市予選 | - 団体 3位 - ダブルス 準優勝・3位 |
| 平成17年度千葉県新人戦                         | 団体 準優勝                       |
| 平成18年度春季市民大会                         | シングルス 3位                    |

### 水泳部
（大会出場時の、所属のみ。練習を行っていない）
| 大会名                                         | 種目                                                             | 成績                           |
| 平成3年度水泳全国中学校大会千葉県予選          | - 400m自由形 - 400m個人メドレー                                  | - 各種目優勝 全国大会出場      |
| 平成3年度千葉県中学校総合体育大会              | - 400m自由形 - 800m自由形                                        | - 各種目優勝 関東大会出場      |
| 平成3年度千葉県新人選                          | - 100m自由形 - 200m個人メドレー                                  | - 各種目優勝                   |
| 平成4年度水泳全国中学校大会千葉県予選          | - 400m自由形 - 800m自由形                                        | - 各種目優勝 全国大会出場      |
| 平成4年度千葉県中学校総合体育大会              | - 200m自由形 - 400m自由形                                        | - 各種目優勝 関東大会出場      |
| 平成4年度千葉県新人選                          | - 200m個人メドレー                                               | - 優勝                         |
| 平成5年度水泳全国中学校大会千葉県予選          | - 200m自由形 - 400m自由形                                        | - 各種目優勝 全国大会出場      |
| 平成5年度千葉県中学校総合体育大会              | - 400m自由形 - 800m自由形                                        | - 各種目優勝 国民体育大会出場  |
| 平成6年度千葉県中学校総合体育大会              | - 400m個人メドレー                                               | - 優勝 関東大会出場            |
| 平成7年度千葉県中学校総合体育大会              | - 100mバタフライ - 200mバタフライ - 400m個人メドレー - 50m自由形 | - 各種目優勝 関東大会出場      |
| 平成8年度全国中学校総合体育大会関東予選        | - 200m個人メドレー - 50m自由形                                   | - 4位 - 6位                    |
| 平成12年度千葉県中学校総合体育大会             | - 100mバタフライ - 200mバタフライ                                | - 各種目優勝 関東大会出場      |
| 平成17年度千葉県中学校総合体育大会八千代市予選 | - 100m自由形 - 50m自由形                                         | - 4位 - 7位 県大会出場         |
| 平成17年度千葉県中学校総合体育大会             | - 100m自由形 - 50m自由形 - 200mバタフライ                        | - 4位 - 6位 - 6位 関東大会出場 |
| 平成17年度全国中学校総合体育大会関東予選       | - 100m自由形 - 50m自由形                                         | - 5位 - 8位                    |
| 平成17年度千葉県中学校新人体育大会             | - 50m自由形                                                      | - 5位                          |

### 柔道部
（大会出場時の、所属のみ。練習を行っていない）

### 新体操部
（大会出場時の、所属のみ。練習を行っていない）

### 吹奏楽部
| 大会名                                   | 成績                      |
| 平成8年度全国吹奏楽コンクール東関東大会  | - 金賞受賞 全国大会出場   |
| 平成12年度千葉県吹奏楽コンクール         | - 東関東大会出場          |
| 平成12年度TBSこども音楽コンクール        | - 東日本大会出場          |
| 平成12年度日本管楽合奏コンテスト         | - 全国大会出場            |
| 平成14年度日本管楽合奏コンテスト         | - 優秀賞受賞 全国大会出場 |
| 平成16年度日本管楽合奏コンテスト         | - 優秀賞受賞 全国大会出場 |
| 平成17年度全国吹奏楽コンクール東関東大会 | - 金賞受賞 全国大会出場   |
| 平成17年度TBSこども音楽コンクール        | - 優秀賞受賞              |

## 卒業生
- 伊坂寿康（平成元年卒、華道家）

## 近隣の学校
- 八千代市立村上北小学校
- 八千代市立村上東小学校
- 八千代市立村上中学校
- 千葉県立八千代東高等学校
- 千葉英和高等学校
- 八千代松陰中学校・高等学校